# Kościół św. Publiusza we Florianie
Kościół parafialny świętego Publiusza (malt. Knisja Arċipretali ta’ San Publiju, ang. Saint Publius Parish Church), znany też jako Kościół parafialny we Florianie (malt. Knisja Parrokkjali tal-Furjana, ang. Floriana Parish Church) – rzymskokatolicki kościół parafialny we Florianie, na Malcie, pod wezwaniem świętego Publiusza. Budowany był w kilku etapach pomiędzy XVIII a XX wiekiem.

## Historia
Kamień węgielny pod kościół św. Publiusza położony został 2 sierpnia 1733 przez biskupa Paula de Bussana, w obecności Wielkiego Mistrza Antonio Manoela de Vilheny. Zakrystia została skończona siedem lat później i od tego czasu niewielki wtedy kościół zaczął być używany przez mieszkańców Floriany, ówcześnie nowo budowanego przedmieścia Valletty. Budowa została ukończona 17 stycznia 1768, kiedy do kościoła przeniesiono relikwie świętego Publiusza. Oryginalny projekt kościoła przypisywany jest Francesco Marandonowi. Kościół pierwotnie był częścią parafii św. Pawła w Valletcie.
W 1771 rozpoczęto przebudowę fasady kościoła, kopuła została zbudowana w 1780. W 1776 został drugim kościołem parafialnym parafii, a 20 marca 1792 został konsekrowany przez biskupa Vincenzo Labiniego. Kościołem parafialnym został ustanowiony w marcu 1844, dekretem wydanym przez papieża Grzegorza XVI.
Nawy i oratorium zostały zbudowane w latach 1856–1861, nowa fasada, której budowniczym był Nicola Zammit, w latach 1884–1890, zaś dwie nowe dzwonnice w 1889 i 1892. Wnętrze kościoła zdobiono na przełomie XIX i XX wieku.
Część fasady kościoła i jego kopuła zostały zniszczone podczas II wojny światowej, kiedy 3–4 marca oraz 28 kwietnia 1942 kościół trafiony został przez bomby. Zginęło wtedy 16 osób. Wtedy to, na czas remontu zniszczonej świątyni, pobliski kościół Sarria został tymczasowym kościołem parafialnym. Otwarcie wyremontowanego kościoła św. Publiusza nastąpiło 10 grudnia 1944. Jego dalsza rekonstrukcja prowadzona była przez architekta Gustava Vincentiego i została ukończona w późnych latach 50. XX wieku. W następnych dekadach wnętrze kościoła było upiększane, co zakończono we wczesnych latach 90. XX wieku.
Kościół zaliczony jest do zabytków narodowych I klasy, jest również umieszczony na liście National Inventory of the Cultural Property of the Maltese Islands.

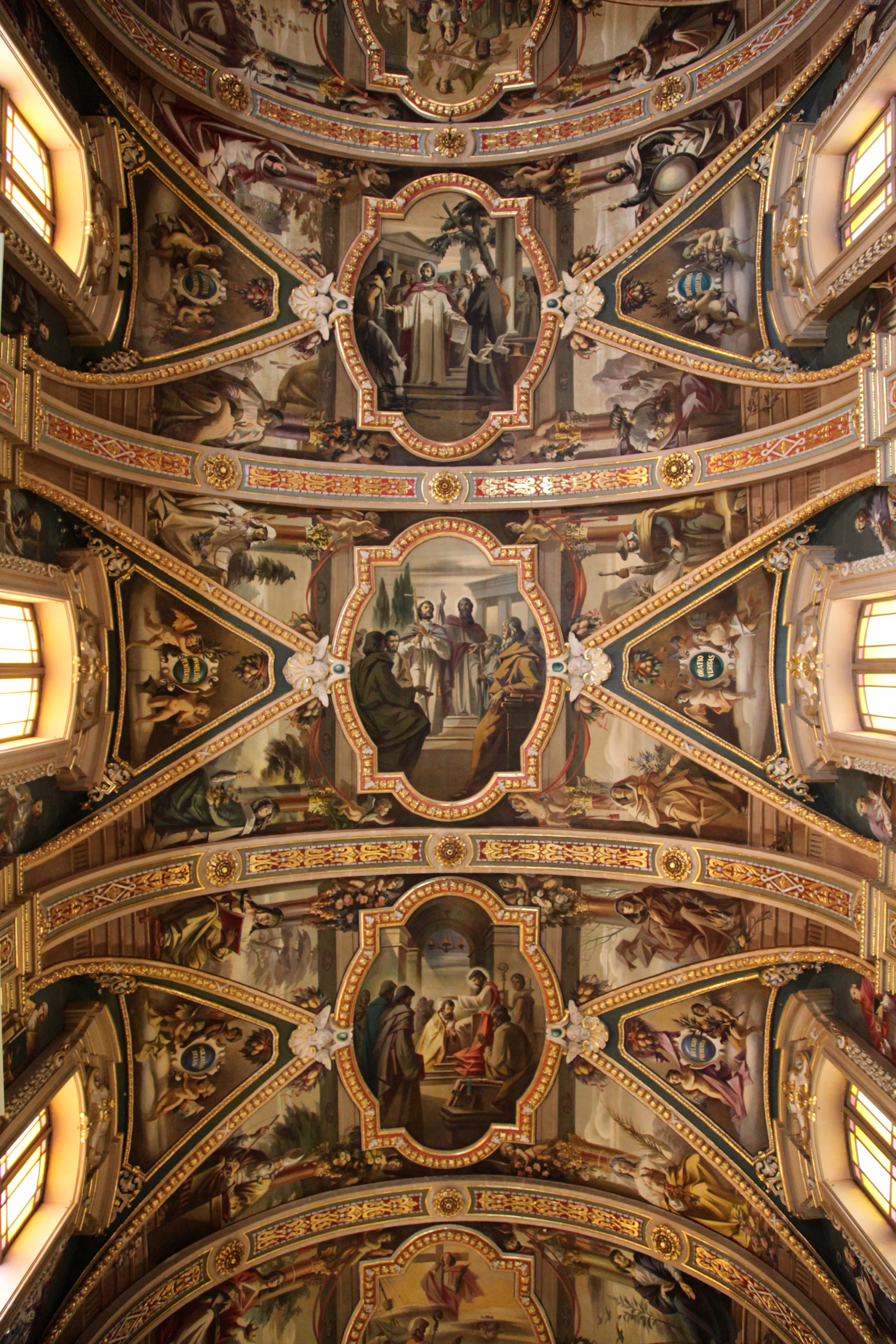
Freski na suficie nawy głównej

## Architektura
Fasada kościoła św. Publiusza zawiera neoklasycystyczny portyk, zwieńczony trókątnym frontonem, który ma dzwonnicę po każdej ze stron. Na szczycie fasady stoi statua Chrystusa Króla. Kościół zbudowany jest na planie krzyża z kopułą i bogato dekorowanym wnętrzem.
Nastawa ołtarzowa, przedstawiająca męczeństwo Publiusza, datowana jest na 1773; wykonana została przez Antoine’a de Favraya i jego ucznia, Filippo Vincenzo Pace. Sufit udekorowany jest obrazami przedstawiającymi zatonięcie statku św. Pawła i jego pobyt na Malcie. W kościele znajduje się wiele innych malowideł, w tym prace Giuseppe Calì, Emvina Cremony i wielu innych artystów.
Tytularna statua św. Publiusza, autorstwa rzeźbiarza Vincenzo Dimecha, została ukończona w 1811.